# Valeriana johannae
Valeriana johannae är en kaprifolväxtart som beskrevs av Weberling. Valeriana johannae ingår i släktet vänderötter, och familjen kaprifolväxter. Inga underarter finns listade i Catalogue of Life.